# Gapia gigantea
Gapia gigantea – gatunek chrząszcza z rodziny kusakowatych i podrodziny Aleocharinae.
Gatunek ten został opisany w 1916 roku przez Ericha Wasmanna jako Acathonia gigantea. Jako miejsce typowe wskazał on St. Gabriel koło Kisangani. Do rodzaju Gapia przenieśli ten gatunek H. R. Jacobson i D. Kistner, dokonując jego redeskrypcji.
Kusak ten ma na przedpleczu, pokrywach i odwłoku duże, czarne szczecinki. Kształt jego przedplecza jest mniej jajowaty niż u rodzaju Myrmechusa czy Trichodonia.
Owad myrmekofilny, związany z mrówkami Dorylus (Anomma) burmeisteri, D. (A.) rufescens, D. (A.) ornatus i D. (A.) wilverthi.
Chrząszcz afrotropikalny, znany z Demokratycznej Republiki Konga, Rwandy, Angoli, Kamerunu, Etiopii, Senegalu, Gwinei Bissau, Tanzanii, Kenii i Zambii.